# Alexei Konstantinowitsch Stoljarow
Alexei Konstantinowitsch Stoljarow (russisch Алексей Константинович Столяров; * 1896; † 8. Mai 1938) war ein sowjetischer Philosoph.
Stoljarow war Vollmitglied des Instituts der Roten Professur. Am 2. August 1937 wurde er im Zuge der Stalinschen Säuberungen aus der KPdSU ausgeschlossen, im Februar 1938 mit Einschränkungen wieder aufgenommen, am 22. März verhaftet. Am 8. Mai 1938 starb er im Gefängnis.

## Werke
- Субъективизм механистов и проблема качества [Der Subjektivismus der Mechanisten und das Problem der Qualität], Moskau/Leningrad 1929
- Диалектический материализм и механисты. Наши философские разногласия [Dialektischer Materialismus und die Mechanisten. Unsere philosophischen Meinungsverschiedenheiten], Leningrad 1930